# Eden (film, 2014)
Pour les articles homonymes, voir Eden.
Ne doit pas être confondu avec Eden (film, 2001) ou Eden (film, 2012).
Pour plus de détails, voir Fiche technique et Distribution.
Eden est un film dramatique biographique français écrit et réalisé par Mia Hansen-Løve, sorti en 2014. Il est inspiré par la vie de Sven Løve, le frère de la réalisatrice, DJ garage dans les années 1990 et 2000 à Paris, au tout début de la French Touch.

## Synopsis
Au début des années 1990, Paul est un adolescent passionné de garage qui s'intègre à la communauté house parisienne et qui lit le fanzine du Collectif eDEN, premier fanzine house & techno en France paru de 1992 à 1996. La première partie du film, Paradise garage, raconte son ascension en tant que DJ et décrit les soirées house et la naissance de la French Touch. La deuxième partie, Lost in music, raconte ses difficultés financières, amoureuses et avec la drogue dans les années 2000 et 2010, ainsi que le rejet du mouvement house envers l'un de ceux qui l'a construit en France.

## Fiche technique
- Titre original : Eden
- Titre français :
- Titre québécois :
- Réalisation : Mia Hansen-Løve
- Scénario : Mia Hansen-Løve et Sven Hansen-Løve
- Direction artistique : Anna Falguères
- Décors :
- Costumes : Judy Shrewsbury
- Photographie : Denis Lenoir
- Son : Vincent Vatoux et Olivier Goinard
- Montage : Marion Monnier
- Musique :
- Production : Charles Gillibert
- Sociétés de production : CG Cinéma, en association avec la SOFICA Cofinova 10
- Distribution : Ad Vitam Distribution
- Budget :
- Pays d’origine :  France
- Langues originales : français et anglais
- Format : couleur
- Genre : drame
- Durée : 131 minutes
- Dates de sortie :
  -  Canada : septembre 2014 (festival international du film de Toronto 2014)
  -  France : 19 novembre 2014

## Distribution
- Félix de Givry : Paul (inspiré de Sven Løve[3])
- Pauline Étienne : Louise
- Vincent Macaigne : Arnaud (inspiré de David Blot, Fred Agostini et Jérôme Viger-Kôhler[4])
- Hugo Conzelmann : Stan (inspiré de Greg Gauthier[4])
- Zita Hanrot : Anaïs
- Greta Gerwig : Julia
- Golshifteh Farahani : Yasmin
- Laura Smet : Margot
- Vincent Lacoste : Thomas Bangalter
- Arnaud Azoulay : Guy-Manuel de Homem-Christo
- Brady Corbet : Larry
- Laurent Cazanave : Nico
- Arsinée Khanjian : la mère de Paul
- Juliette Lamet : la sœur de Paul
- Luna Picoli-Truffaut : Physio King
- Roman Kolinka : Cyril (inspiré de Mathias Cousin[4])
- Francis Van Litsenborgh : Physio Silencio
- Clara 3000 : DJ Silencio
- Sigrid Bouaziz : Anne-Claire, l'amie de Guillaume
- Olivia Ross : Estelle
- Jacques Auberger : figurant dans la soirée avec les Daft Punk

## Production
Pour ce film, Mia Hansen-Løve s'inspire de son propre frère, le DJ Sven Hansen-Løve. Celui-ci a d'ailleurs coécrit le scénario, étant à la base de nombreuses scènes du film et ayant grandement contribué à la création de l'atmosphère générale. La réalisatrice estime toutefois que le point de vue exprimé dans le film est avant tout le sien. Si elle a transformé son frère en personnage fictif renommé Paul, Mia Hansen-Løve a toutefois conservé le nom d'autres artistes, comme Daft Punk, estimant qu'« ils font partie de l’histoire ».

## Bande originale
Le film possède les droits de diffusion de la musique des Daft Punk. Des morceaux sont refusés pour la bande originale du film : Last train to Transcentral, de KLF, sorti en 1990, est remplacée par le titre A Huge Ever Growing Pulsating Brain That Rules From The Centre of the Ultraworld de The Orb. Cassius décline également la proposition. Raphaël Hamburger, superviseur de la musique du film, explique : « Il y a quelques différences entre le scénario et le résultat final. Soit parce que nous n'avons pas obtenu les droits pour l'utilisation de certains titres. Et chaque refus a alors été vécu comme un déchirement. Soit parce qu'on s'est rendu compte que des titres ne fonctionnaient pas avec les images. C'est alors mon rôle de leur proposer d'autres idées. […] J'ai supervisé la musique de plus d'une vingtaine de films, Eden est le projet le plus compliqué que j'ai eu à mener ».

## Accueil

### Accueil critique
Les critiques du film sont mitigées au moment de la sortie du film. Allociné attribue une moyenne de 3 étoiles sur 5 au film à partir de 23 critiques de presse.
- Les Échos : « Malheureusement, entre une brillante scène d’ouverture et un final poignant, le film traîne en longueur. Le scénario n’est pas assez fourni pour tenir le rythme sur une aussi longue distance. »[8]
- L'Express : « Eden illustre sans rien raconter, regarde sans rien choisir, caresse sans rien creuser. C'est un film entre-soi, qui ne prêche que des convaincus à force de tourner les pages d'un album de famille. »[9]
- Slate : « Mia Hansen-Løve poursuit Eden et raconte comment les années 2000 ont vu l’électro française choisir l’alternatif, la pop ou, le plus souvent, le mainstream dégoulinant. »[10]
- France Télévisions : « Tendre et mélancolique, ce film en demi-teinte est à recommander malgré tout aux passionnés de musique. »[11]
- Première : « Raconter un moment d’histoire musicale à l’échelle d’un de ses personnages secondaires, c’était l’idée d’Inside Llewyn Davis, des frères Coen, sublime digression folk sur le grain de poussière qui sépare le talent anonyme du génie reconnu. D’une même ambition, Eden ne parvient à restituer que le laborieux biopic d’un garçon à l’épaisseur romanesque quasi nulle. »
- Studio Ciné Live : « La caméra de la réalisatrice, jamais pesante, mais toujours présente, s'attarde sur le délire d'un personnage secondaire. »
- Le Monde : « À ne pas manquer. »[12]
- Variety : « Certes un peu trop long, et en même temps, profond et distancié grâce à la réserve émotionnelle, caractéristique de sa réalisatrice et de la magnifique photographie de son chef opérateur. »[13]
- Hollywood Reporter : « Eden est aussi discret que tout ce qu'Hansen-Love a fait qui donne une impression de prise de risque nouvelle pour elle. »[14]
- Obsession : « Avec Eden, Mia Hansen-Løve raconte vingt ans de la vie d'un DJ : un film inspiré par son frère Sven, pilier discret de la French Touch. Bouleversant. »[1]
- Télérama : « Parce qu’Eden est une chronique intime et délicate d'une époque à la fois proche et lointaine. Parce que ce film n'est pas un voyage nostalgique mais un portrait de groupe – bande de copains et collectif d’artistes – qui affiche aussi ses fissures. Parce qu'on a rarement montré la fête avec tant de force, tant de grâce. Parce que la bande-son nous a tous fait danser un jour dans notre vie. »[15]
- Les Inrockuptibles : « Inverser les préséances de casting, préférer la gravité à l’euphorie, ne pas exhiber sa virtuosité de cinéaste, prendre son temps : c’est en travaillant ainsi contre les habitus de l’époque et à l’écoute de son propre cœur que Mia et son film nous sont vraiment précieux. »[16]
- Metronews : « Eden éclaire par sa sensibilité toute une génération de rêveurs. […] Une traque épuisante qui nous cueille à l'usure, K.-O et émus. »[17]
- Libération : « Fresque filante, pleine de grâce, sur la crête des années, le film apparaît comme le plus ambitieux entrepris à ce jour par la jeune cinéaste, le plus risqué, sans doute le plus beau. »[18]
- Le Parisien : « Trop lisse. »[19]
- Bakchich : « L’ascension et la chute d’un DJ de la French Touch. Signé Mia Hansen-Løve, un monument de bêtise, véritable coloscopie nombriliste, symptomatique de la médiocrité du cinéma français. »[20]
- Dans l'émission Le Cercle, Éric Dahan parle d'un film sur le modèle du « roman d'apprentissage » et Marie Sauvion d'un film « morne et terne »[21].
- Le Figaro : « Un film fouillé mais parfois brouillon »[22].
- Paris Match : « le film «Eden», bijou qui relate la naissance de la musique électronique française au début des années 90 »[23].

### Box office
Lors de la 1re séance à Paris le film a fait 350 entrées pour 12 copies. Le nombre d'entrées totales du film s’élève en France à 56 137 entrées.
Selon Le Figaro, le film figure en sixième position dans la liste des vingt films français et étrangers les plus « boudés par le public » en France en 2014.

### Distinctions

#### Nominations et sélections
- AFI Fest 2014 : sélection « World Cinema »
- Festival international du film de Saint-Sébastien 2014 : sélection officielle
- Festival international du film de Toronto 2014 : sélection « Special Presentations »
- Festival du film de Londres 2014 : sélection officielle